# هورست بوخهولتس
هورست بوخهولتس (آلمانی: Horst Buchholz؛ ۴ دسامبر ۱۹۳۳ – ۳ مارس ۲۰۰۳) هنرپیشه اهل آلمان بود. وی بین سال‌های ۱۹۵۲ تا ۲۰۰۲ میلادی فعالیت می‌کرد.
از فیلم‌هایی که وی در آن نقش داشته است، می‌توان به جنایت در کاتمونت، هفت دلاور، زندگی زیباست و یک، دو، سه اشاره کرد.

## مرگ
بوخهولتس در ۳ مارس ۲۰۰۳ در سن ۶۹ سالگی به‌طور غیرمنتظره ای بر اثر ذات الریه به‌دنبال عمل جراحی برای شکستگی لگن درگذشت.